# Comuna Trosa
Trosa (Trosa kommun) este o comună din comitatul Södermanlands län, Suedia, cu o populație de 11.680 locuitori (2013).

## Geografie

### Zone urbane
Lista celor mai mari zone urbane din comună (anul 2015) conform Biroului Central de Statistică al Suediei:
| Nr | Zona urbană | Pop.  |
| -- | ----------- | ----- |
| 1  | Trosa       | 5.836 |
| 2  | Vagnhärad   | 3.397 |
| 3  | Sund        | 394   |
| 4  | Västerljung | 377   |
| 5  | Öbolandet   | 244   |

## Demografie
| \| Evoluția demografică în comuna Trosa, 1995–2015 \| Evoluția demografică în comuna Trosa, 1995–2015 \| Evoluția demografică în comuna Trosa, 1995–2015 \| Evoluția demografică în comuna Trosa, 1995–2015 \| Evoluția demografică în comuna Trosa, 1995–2015 \| \| ----------------------------------------------------------------------------------------------------- \| ----------------------------------------------- \| ----------------------------------------------- \| ----------------------------------------------- \| ----------------------------------------------- \| \| An \| \| \| Locuitori \| \| \| 1995 \| 1995 \| \| 10050 \| 10050 \| \| 2000 \| 2000 \| \| 10197 \| 10197 \| \| 2005 \| 2005 \| \| 10831 \| 10831 \| \| 2010 \| 2010 \| \| 11462 \| 11462 \| \| 2015 \| 2015 \| \| 12078 \| 12078 \| \| Sursa: SCB - Statistika Centralbyrån, Folkmängd efter region, civilstånd, ålder och kön. År 1968–2016 \| \| \| \| \| |      |  |           |       |
| Evoluția demografică în comuna Trosa, 1995–2015 |      |  |           |       |
| An |      |  | Locuitori |       |
| 1995 | 1995 |  | 10050     | 10050 |
| 2000 | 2000 |  | 10197     | 10197 |
| 2005 | 2005 |  | 10831     | 10831 |
| 2010 | 2010 |  | 11462     | 11462 |
| 2015 | 2015 |  | 12078     | 12078 |
| Sursa: SCB - Statistika Centralbyrån, Folkmängd efter region, civilstånd, ålder och kön. År 1968–2016 |      |  |           |       |